# Bièvre
Bièvre är en kommun i Belgien.   Den ligger i provinsen Namur och regionen Vallonien, i den södra delen av landet, 110 kilometer söder om huvudstaden Bryssel. Antalet invånare är 3 150. Bièvre gränsar till Bouillon, Paliseul och Daverdisse. 
I omgivningarna runt Bièvre växer i huvudsak blandskog. Runt Bièvre är det ganska glesbefolkat, med 36 invånare per kvadratkilometer.